# Civizelotes
Civizelotes Senglet, 2012 è un genere di ragni appartenente alla famiglia Gnaphosidae.

## Distribuzione
Le 9 specie note di questo genere sono diffuse in Europa, nell'Asia centrale, in Russia, in Israele e Marocco: le specie dall'areale più vasto è la C. caucasius rinvenuta in varie località della zona compresa fra l'Europa e l'Asia centrale.

## Tassonomia
Questo genere è stato costituito dallo studio degli esemplari tipo Zelotes civicus (Simon, 1878) effettuato dall'aracnologo Senglet nel 2012.
Non sono stati esaminati esemplari di questo genere dal 2014.
Attualmente, ad aprile 2015, si compone di 9 specie:
- Civizelotes caucasius (L. Koch, 1866) — dall'Europa all'Asia centrale
- Civizelotes civicus (Simon, 1878)[2] — Europa, Madeira, Marocco
- Civizelotes dentatidens (Simon, 1914) — Spagna, Francia, Sardegna
- Civizelotes gracilis (Canestrini, 1868) — Europa, Russia
- Civizelotes ibericus Senglet, 2012 — Spagna
- Civizelotes medianoides Senglet, 2012 — Spagna
- Civizelotes medianus (Denis, 1935) — Spagna, Francia, Andorra
- Civizelotes pygmaeus (Miller, 1943) — dall'Europa al Kazakhstan
- Civizelotes solstitialis (Levy, 1998) — Bulgaria, Grecia, Creta, Turchia, Israele

### Sinonimi
- Civizelotes bitolensis (Drensky, 1929); posta in sinonimia con C. gracilis (Canestrini, 1868) a seguito di uno studio degli aracnologi Deltshev & Blagoev del 2001, quando gli esemplari erano attribuiti al genere Zelotes[1].